# 扎吉里亞 (特羅伊齊克區)
49°55′19″N 38°27′53″E / 49.92194°N 38.46472°E
扎希爾亞（烏克蘭語：Загір'я）是位於烏克蘭東部的村莊，由盧甘斯克州斯瓦托韋區的特羅伊齊克市鎮負責管轄。該村始建於1850年，面積11平方公里，海拔高度149米，2001年人口87，人口密度每平方公里7.9人。